# David Aaronovitch
David Morris Aaronovitch (né le 8 juillet 1954) est un journaliste, présentateur de télévision et auteur anglais. Il travaille en tant que chroniqueur régulier pour le Times  et est l'auteur de Paddling to Jerusalem: An Aquatic Tour of Our Small Country (sur son périple en canoë à travers l'Angleterre, 2000), Voodoo Histories: the role of Conspiracy Theory in Modern History (sur les théories du complot des années 1940 à fin 1990, publié en 2009) et Party Animals: My Family and Other Communists (son autobiographie, 2016). Il remporte le prix Orwell du journalisme politique en 2001 et le prix What the Papers Say du « Chroniqueur de l'année » en 2003. Il écrit également pour The Independent et The Guardian au cours de sa carrière.

## Biographie

### Jeunesse et éducation
Aaronovitch est le fils de l'intellectuel et économiste communiste Sam Aaronovitch, et le frère de l'acteur Owen Aaronovitch ainsi que de l'auteur et scénariste Ben Aaronovitch. Il est issu d'une famille d'origine irlandaise et juive, mais ses parents sont athées. Leur « foi était le marxisme » explique David Aaronovitch. Il écrit qu'il est éduqué « pour réagir à la richesse avec une moue puritaine ».
Aaronovitch fréquente l'école primaire Gospel Oak jusqu'en 1965, l'école Holloway County Comprehensive (aujourd'hui Holloway School) jusqu'en 1968 et l'école William Ellis de 1968 à 1972, toutes situées à Londres. Il étudie l'histoire moderne au Balliol College d'Oxford. Aaronovitch termine ses études à l'Université Victoria de Manchester, obtenant son diplôme en 1978 avec un BA (Hons) en histoire.
A Manchester, Aaronovitch participe au tournoi intellectuel du University Challenge de 1975. Son équipe perd dès le premier tour après avoir joué de façon comique et provocatrice en répondant à la plupart des questions portant sur des personnalités par des noms de figures marxistes (« Trotsky », « Lénine », « Karl Marx » ou « Che Guevara »). Cette tactique visait à dénoncer le fait que l'Université d'Oxford et l'Université de Cambridge sont autorisées à inscrire chacune de leurs facultés respectives au concours en tant qu'équipes distinctes, bien qu'il ne s'agisse pas d'universités à proprement parler. Ces inscriptions multiples augmentent de fait leur chance de remporter le tournoi.
Initialement, Aaronovitch est eurocommuniste et actif au sein de l'Union nationale des étudiants (NUS). C'est là qu'il fait la connaissance du président de l'époque, Charles Clarke, qui deviendra plus tard ministre de l'Intérieur. Aaronovitch lui-même succède à Trevor Phillips à la présidence de la NUS de 1980 à 1982. Il est élu sur la liste de l'Alliance de gauche.

### Carrière dans le journalisme
Aaronovitch commence sa carrière dans les médias au début des années 1980 en tant qu'assistant de rédaction en télévision, puis producteur pour l'émission Weekend World d'ITV. En 1988, il commence à travailler à la BBC en tant que rédacteur en chef fondateur du programme d'actualité politique On the Record.
Il se tourne vers le journalisme papier en 1995, travaillant pour The Independent et The Independent on Sunday comme éditorialiste en chef, critique de télévision, rédacteur de sketchs vulgarisant les débats du Parlement britannique et chroniqueur jusque fin 2002.
Il commence à contribuer au Guardian et à l'Observer en 2003 en tant que chroniqueur et rédacteur d'articles de fond. Les chroniques d'Aaronovitch paraissent dans la section G2 du Guardian. Selon Peter Wilby, la demande d'Aaronovitch de faire apparaître ses articles sur les pages principales est rejetée par le rédacteur en chef de la section, Seumas Milne, bien qu'Aaronovitch lui-même ne sache pas si Milne est réellement impliqué dans la décision. À partir de juin 2005, il écrit une chronique régulière pour le Times, qu'il prévoit ensuite de quitter en mars 2023, comme le rapporte une annonce faite en janvier 2023 sur Twitter. Il est également chroniqueur pour The Jewish Chronicle. En outre, Aaronovitch écrit pour une multitude d'autres média d’information et d’opinion britanniques reconnus, tel le New Statesman. De même, il écrit pour New Humanist et est « associé honoraire » de son éditeur, la Rationalist Association.
Aaronovitch présente ou contribue également à des programmes de radio et de télévision, notamment Have I Got News for You, produit sur la BBC, et BBC News 24. En 2004, il présente The Norman Way, un documentaire en trois parties de la BBC Radio 4 qui traite du changement de régime de 1066.
Durant son parcours professionnel, Aaronovitch est également animateur de la série de la BBC The Blair Years (2007), laquelle étudie le mandat de Premier ministre de Tony Blair. Cette série ne convainc pas l'ensemble de ses confrères journalistes,.

### Opinions politiques
Aaronovitch déclare que l'invasion de l'Irak en 2003 a été « justifiée » et qu'il « soutient à contrecœur l'action militaire », sa « principale raison » étant « l'échec du ''contrôle vigilant'' pour aider le peuple irakien »,. Depuis l'invasion, il maintient que celle-ci permet de libérer les Irakiens et de minimiser l'importance des armes de destruction massive supposées de l'Irak. Cependant, il écrit en 2003 : « Si rien n’est finalement trouvé, moi – en tant que partisan de la guerre – je ne croirai plus jamais ce que dit notre gouvernement, ou celui des États-Unis. Et, plus important encore, personne d’autre ne le croira non plus. Ces armes ont intérêt à être quelque part ». Le 7 septembre 2018, il qualifie d' « abruties » les personnes qui lui posent des questions sur l’article. Il demeure un fervent partisan de l’ancien Premier ministre Tony Blair.
Fin 2005, Aaronovitch coécrit, avec Oliver Kamm et le journaliste Francis Wheen, une plainte auprès du Guardian, après la publication d'excuses adressées à Noam Chomsky à la suite d'une interview faite par Emma Brockes, dans laquelle elle affirme que Chomsky a nié le massacre de Srebrenica. Un rédacteur en chef du Guardian estime que le journal déforme la position de Chomsky sur le massacre de Srebrenica, et ce jugement est confirmé en mai 2006 par un médiateur externe, John Willis.
Dans sa chronique du 5 septembre 2013, Aaronovitch critique le leader travailliste Ed Miliband pour n'avoir proposé aucune alternative à une intervention militaire en Syrie après l'usage d'armes chimiques lors des attaques de la Ghouta du 21 août 2013,. Pour Aaronovitch, « politiquement, [Miliband] n'est pas du tout une présence, il est une absence » et « il n'est ni un chasseur ni une proie, c'est un charognard. C'est un vautour politique. »
En 2013, bien qu'Aaronovitch soutient vigoureusement les campagnes de bombardements contre l'Irak, la Libye et la Syrie, il devient président de l'organisation de défense des droits de l'homme Index on Censorship, succédant à Jonathan Dimbleby dans ce rôle.
En mai 2014, il critique l'implication de Glenn Greenwald dans les révélations de la NSA sur Edward Snowden, et qualifie Greenwald d'« auteur guindé de polémiques trop longues, malhonnêtes et répétitives ». En réponse à l'article d'Aaronovitch dans une interview avec Media Lens, Greenwald commente « l'ironie hilarante et inepte d'être en présence de quelqu'un qui a publiquement applaudi le pire crime politique de cette génération – l'attaque contre l'Irak – et qui essaie de refuser à d'autres personnes le statut de « journaliste » au motif qu'elles cherchent à "changer le monde" plutôt qu'à simplement faire des reportages ».
En août 2014, Aaronovitch est l'une des 200 personnalités publiques signataires d'une lettre adressée au Guardian exprimant leur espoir que l’Écosse vote pour rester au sein du Royaume-Uni lors du référendum de septembre sur cette question,.
En 2016, il soutient le maintien du Royaume-Uni au sein de l'Union européenne lors du référendum du 23 juin. Aaronovitch déclare plus tard que l'engouement autour du Brexit finira par s'inverser à mesure que les électeurs plus âgés, généralement en faveur du départ de la Grande-Bretagne de l'Union européenne, s'éteignent progressivement.
Le 1er juillet 2024, Aaronovitch suscite la controverse après avoir tweeté sur X : « Si j'étais Biden, je me dépêcherais de faire assassiner Trump au motif qu'il constitue une menace pour la sécurité de l'Amérique #SCOTUS ». Donald Trump est ensuite victime d’une tentative d’assassinat seulement 11 jours plus tard . Aaronovitch affirme que son appel au meurtre de Trump est « clairement une satire ».

### Vie personnelle
Aaronovitch vit à Londres avec sa femme et ses trois filles.
En 2011, Aaronovitch est victime d'un « accident médical » à la suite d'une intervention chirurgicale de routine. Il survit à une septicémie grâce aux antibiotiques, un traitement auquel n'avait pas accès sa grand-mère, décédée d'une infection à la suite d'une piqûre d'insecte en 1930. Cette expérience l'amène à devenir un défenseur d'Antibiotic Research UK et du travail d'associations caritatives visant à promouvoir une utilisation appropriée des antibiotiques et le développement de nouveaux antibiotiques.

## Publications

### Ouvrages
- (en) Paddling to Jerusalem: An Aquatic Tour of Our Small Country [« Pagayer vers Jérusalem : visite aquatique de notre petite contrée »], Fourth Estate, 2000 (ISBN 978-1-84115-540-1)
- (en) Voodoo Histories: The Role of Conspiracy Theory in Shaping Modern History [« Histoires vaudous : le rôle joué par les théories conspirationnistes dans la construction de l’Histoire moderne »], Jonathan Cape, 2009 (ISBN 978-0-224-07470-4)[30]
- (en) Party Animals: My Family and Other Communists (autobiographie), Jonathan Cap, 2016

### Documentaires
- No Excuses for Terror, un documentaire de 45 minutes qui « critique la manière dont les opinions anti-israéliennes de l'extrême gauche et de l'extrême droite ont imprégné les médias grand public et le discours politique. »
- Blaming the Jews, film documentaire de 45 minutes traitant de l’antisémitisme dans les médias et la culture arabes.
- God and the Politicians (Dieu et les politiciens), 28 septembre 2005, film documentaire qui examine la question importante de l'influence croissante de la religion sur la politique au Royaume-Uni.